# The One Moment
The One Moment — песня американской рок-группы OK Go, выпущенная в качестве четвёртого сингла с четвёртого студийного альбома Hungry Ghosts. Музыкальное видео на эту песню проспонсировала американская компания Morton Salt с целью продвижения их кампании Walk Her Walk.

## Композиция
The One Moment была выпущена 23 ноября 2016 года как сингл с альбома Hungry Ghosts. Вокалист группы OK Go Дамиан Кулаш в процессе написания текста для песни назвал её припев воодушевляющем.

## Музыкальное видео
В музыкальном видео на песню The One Moment участники OK Go взаимодействуют с различными реквизитами на съемочной площадке с белыми декорациями. Часть реквизита представляет собой воздушные шарики, наполненные цветной жидкостью, которая разбрызгивается по декорациям и участникам группы. Основная часть видео была замедлена на 20 000% от оригинального видео, длившегося всего 4 секунды.
Компания Morton Salt проспонсировала видео. Компания хотела изменить имидж своего бренда, чтобы продемонстрировать, что её соль — нечто большее, чем просто товар, она используется в различных отраслях промышленности, влияющих на повседневную жизнь. Они повторно использовали свой талисман, девушку Morton Salt, в рамках новой кампании Walk Her Walk, чтобы показать оказать положительное влияние. Генеральный директор Morton Salt  Кристиан Херрманн заявил, что компания «хочет воплотить ее дух, чтобы реально, ощутимо изменить жизнь людей». Компания обратилась к группе с просьбой создать видео, чтобы помочь в новой кампании, так как они чувствовали, что группа поможет «придать новый смысл бренду и создать актуальность, особенно для миллениалов», по словам директора Morton по коммуникациям и стратегии корпоративного бренда Denise Lauer. Morton Salt и OK Go согласились с тем, что The One Moment подходит кампании лучше всего, поскольку рассказывает о важности каждого момента.
Режиссером видео стал Дамиан Кулаш. Группа хотела, чтобы видео The One Moment сохранило «чувство серьёзности», которое они ассоциировали с песней. Кулаш был очень заинтересован в использовании замедленной съемки для видео, и остальные участники группы сочли, что это будет хорошей идеей. Кулаш считал, что их песня «должна заставить задуматься о тех немногих моментах в жизни, которые действительно важны», а замедленная съемка запечатлела бы то «чувство величественности», которое они ассоциировали с песней.
Подготовка к съёмке и сами съёмки клипа заняли около семи недель. Большая часть работы была посвящена элементам синхронизации; они должны были разбивать события до двухмиллисекундного разрешения, которое Кулаш сравнивал скорее с разработкой математики видео для загрузки в компьютеры, чем с хореографией. Чтобы запечатлеть действие с нужной скоростью, им нужно было использовать роботизированную установку с несколькими рычагами, к каждому из которых была прикреплена высокоскоростная камера. Кулаш заявил, что одна роботизированная рука была бы недостаточно быстрой, чтобы следить за действиями на съемочной площадке, и что они считали, что «расширяют границы того, что могут делать роботы». Кулаш потратил около двух месяцев перед съёмками на тестирование способов использования существующих роботизированных технологий для съёмки видео. Финальное видео объединяет несколько видео с камер, чтобы они выглядели как один дубль, все финальные видео были сделаны в один и тот же момент времени. Как рассказал Кулаш за 4,2 секунды отснятого материала в реальном времени произошло 325 событий.

### Выпуск видео
Музыкальное видео было выпущено 23 ноября 2016 года, 25 ноября было выложено на официальный YouTube-канал группы OK Go. Видео быстро стало вирусным и за первые пять дней после выхода набрало более 4,6 миллиона просмотров на YouTube. К 25 ноября 2016 года видео на Facebook набрало 6,4 миллиона просмотров.
По данным на январь 2022 года музыкальное видео набрало более 30,5 миллионов просмотров.

## Чарты
| Чарт (2016)                                 | Высшая позиция |
| ------------------------------------------- | -------------- |
| США (Billboard Hot Rock & Alternative Songs | 9              |